# アンフォーレ

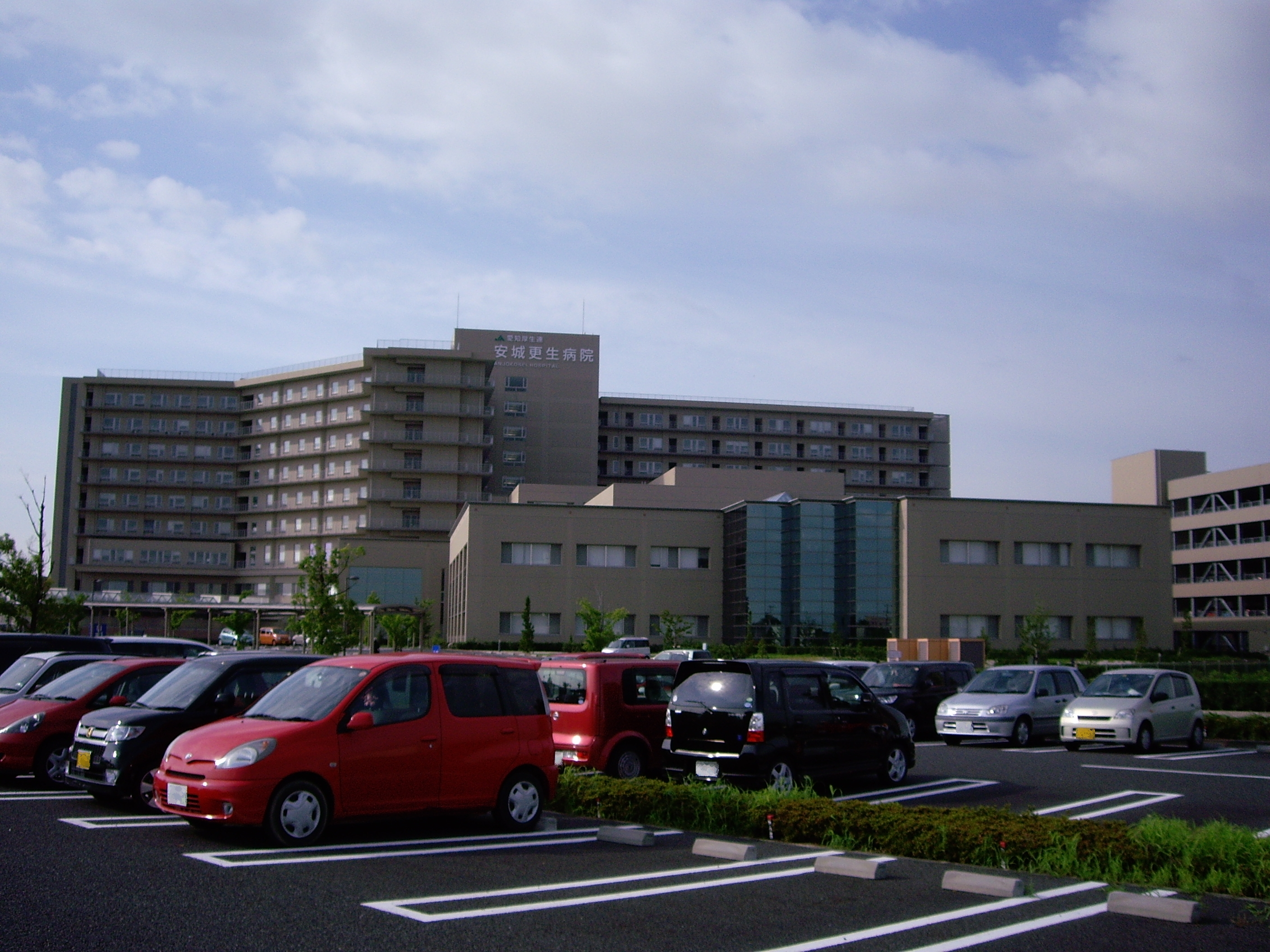
郊外に移転した安城更生病院

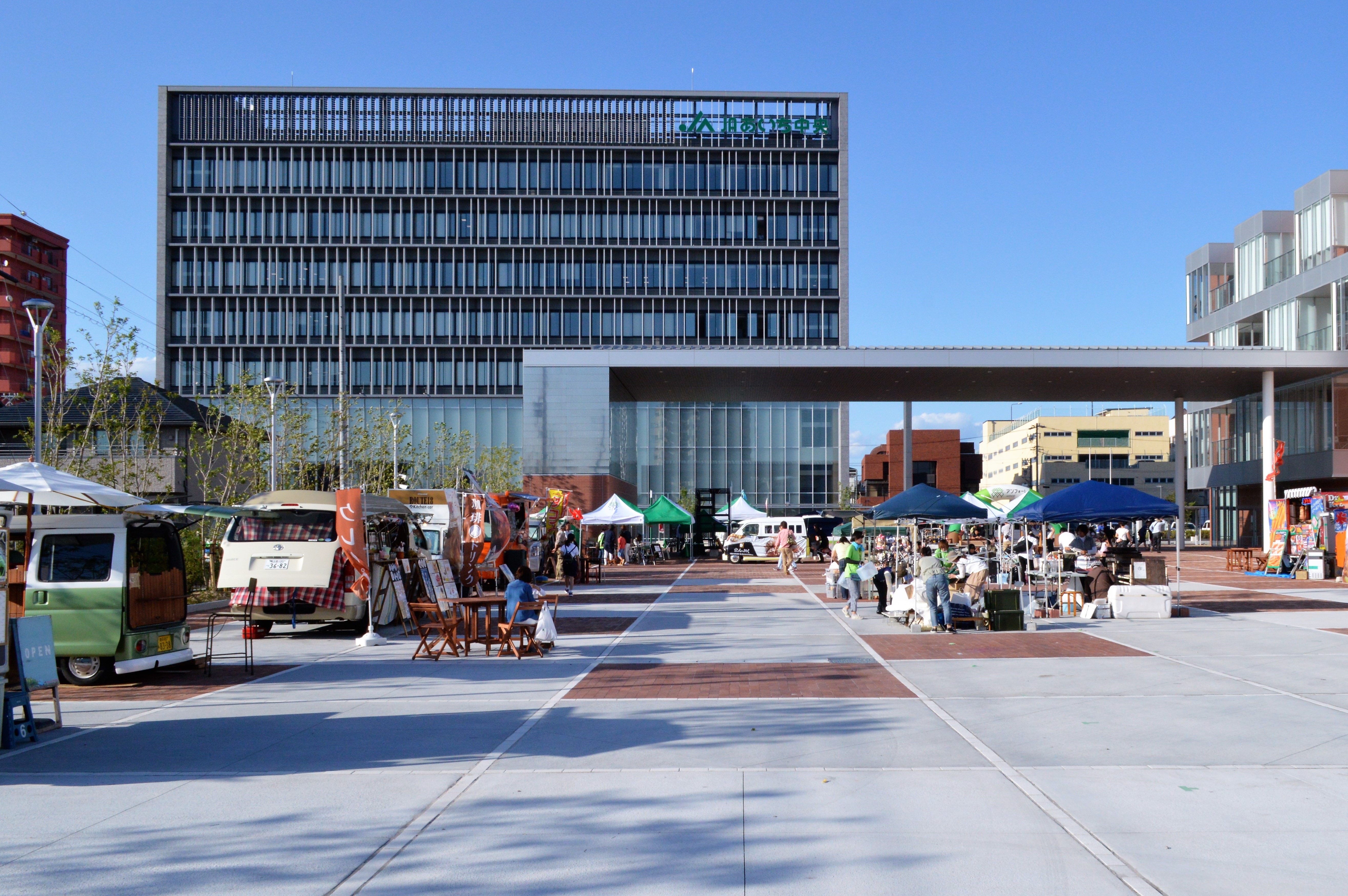
開館記念イベント時のアンフォーレ

安城市中心市街地拠点施設（あんじょうしちゅうしんしがいちきょてんしせつ）は、愛知県安城市御幸本町にある複合施設。

## 概要
愛称はアンフォーレ。安城市図書情報館やホールがある本館（公共施設棟）、願いごと広場や公園などの公共屋外施設、民間経営による立体駐車場棟、民間経営による南館（商業施設棟）からなる。PFI方式で整備され、2017年（平成29年）6月1日に開業した。

## 歴史
2002年（平成14年）には安城更生病院がJR東海道線安城駅前市街地から郊外に移転し、病院跡地は2003年（平成15年）から更地となっていた。この土地は市有地だったがほとんど活用されず、安城駅前商店街の空洞化を加速させたとされている。2009年（平成21年）4月には安城市が病院跡地利用の素案をまとめ、安城市中央図書館を置き換える新図書館を複合施設の中核とすることが決定した。当初は2012年度（平成24年度）中に着工する予定だったが、2009年（平成21年）11月には2年間の先送りが発表された。2012年（平成24年）、安城市は神谷学市長の下で中心市街地拠点整備事業の実施方針をまとめ、安城市としては初となるPFI方式の採用を決定した。
2015年（平成27年）6月3日には、安城市図書情報館を核とする中心市街地拠点整備事業の起工式が行われた。この事業で建設される拠点施設は、図書情報館、スーパーマーケットとカルチャースクールの商業棟、立体駐車場の3棟からなり、その他には公園と広場が設けられている。PFI方式が採用されており、清水建設を中心とする企業グループが15年間にわたって設計・建設・維持管理を行う。15年間の維持管理費を含めた施設全体の総事業費は62億5320万円。
建物は2016年（平成28年）12月に竣工。2017年（平成29年）5月下旬には市民向け内覧会が開催され、6月1日に開館した。開館日の6月1日から6月4日まで、健康で幸せな生活「ケンサチ」をテーマとする開館記念イベントを開催しており、開館日の6月1日には料理研究家の寺田真二郎とタレントの永井理子によるトークライブなどが行われた。
2021年（令和3年）1月31日、商業棟に出店していたドミー（スーパーマーケット）が閉店、ドミー跡地には、同年10月26日に「にぎわい市場マルス安城アンフォーレ店」（スーパーマーケット）がオープンした。

## 施設案内

### 本館（公共施設棟）
- 地下1階 : ホール（座席数255席）、舞台袖、控室兼会議室
- 1階 : 総合案内、証明・旅券窓口センター、D&N（カフェ）、多目的室
- 2階 : 安城市図書情報館
- 3階 : 安城市図書情報館
- 4階 : 安城市図書情報館

### 立体駐車場棟
- 4層5段 : ナビパーク安城アンフォーレ駐車場

### 南館（商業施設棟）
- 1階 : にぎわい市場マルス安城アンフォーレ店（スーパーマーケット）
- 2階 : 暮らしの学校安城アンフォーレ校（カルチャースクール）

### 公共屋外施設
- 願いごと広場
- 御幸公園

## 特色

### 愛称・ロゴマーク
拠点施設の愛称については全国公募を行い、3,692件の応募から安城市が一次選考で5件に絞り、その後安城市民による投票で2016年（平成28年）1月に「アンフォーレ」に決定した。前半部分は安城市の「あん」と英語で「ひとつ」を意味する「an」のダブルミーニングであり、後半部分はフランス語で「森」を意味する「forêt」である。複合施設のロゴマークは安城市出身のグラフィックデザイナーである廣村正彰がデザインしている。

### 施設
本館には2階から4階の安城市図書情報館のほかに、安城市による公共サービスとしてホールや証明・旅券窓口センターなどがある。
南館は民間の商業施設棟となっている。1階には「にぎわい市場マルス安城アンフォーレ店」（スーパーマーケット）が、2階にはカルチャースクールの「暮らしの学校安城アンフォーレ校」がある。
約3,800mの屋外広場「願いごと広場」は、貸出用のステージ・音響設備・テントなどを備えている。

## 郵便番号・住所
- 446-0032：愛知県安城市御幸本町504番1

## アクセス
- JR東海道本線 安城駅から徒歩で約5分。
- あんくるバス：循環線0番系統・西部線6番系統・作野線7番系統「アンフォーレ」停留所下車、徒歩ですぐ、または名鉄バス「アンフォーレ」停留所下車、徒歩ですぐ。

## ギャラリー

### 本館

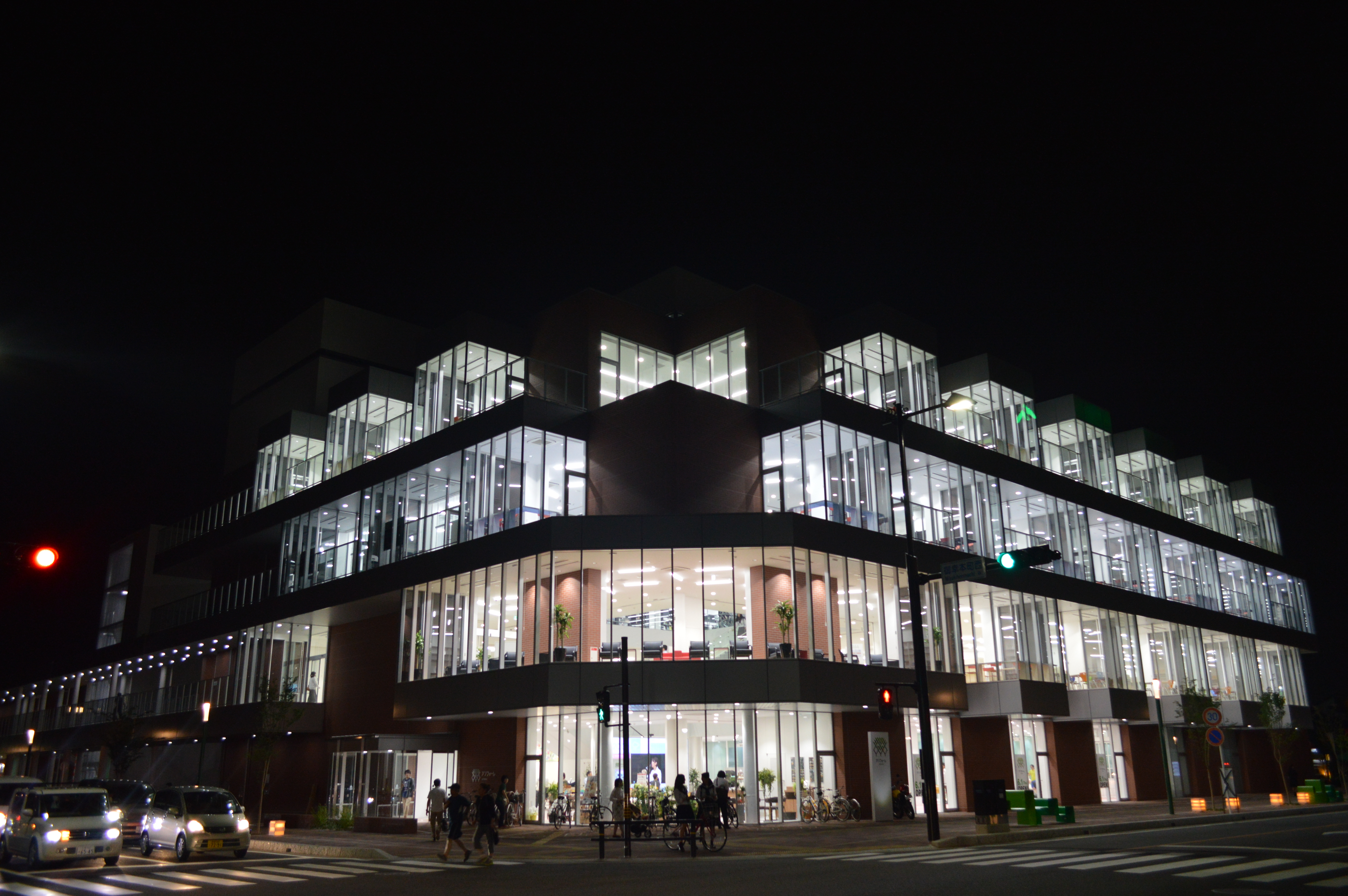
夜間の本館
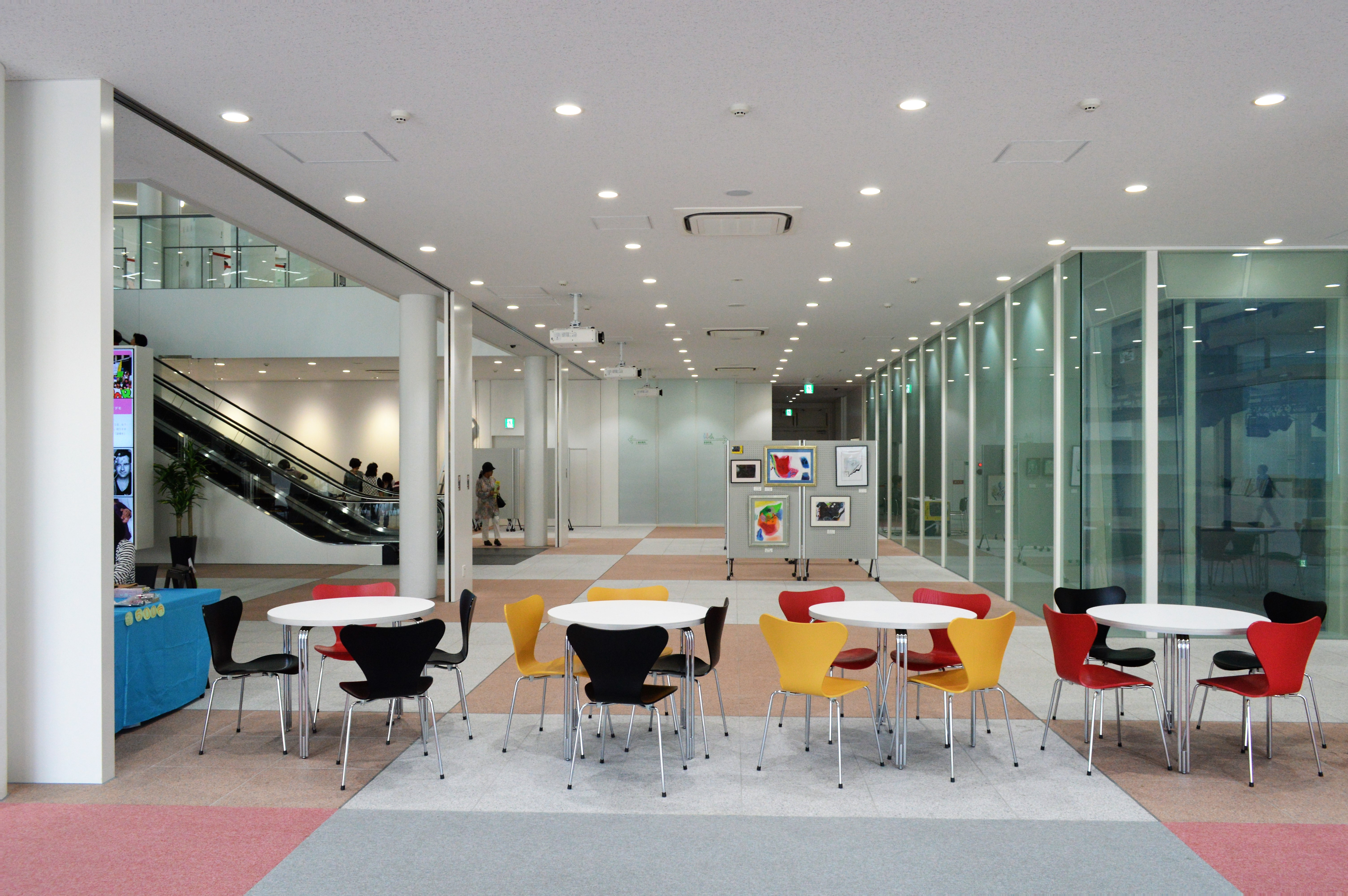
本館1階のエントランス
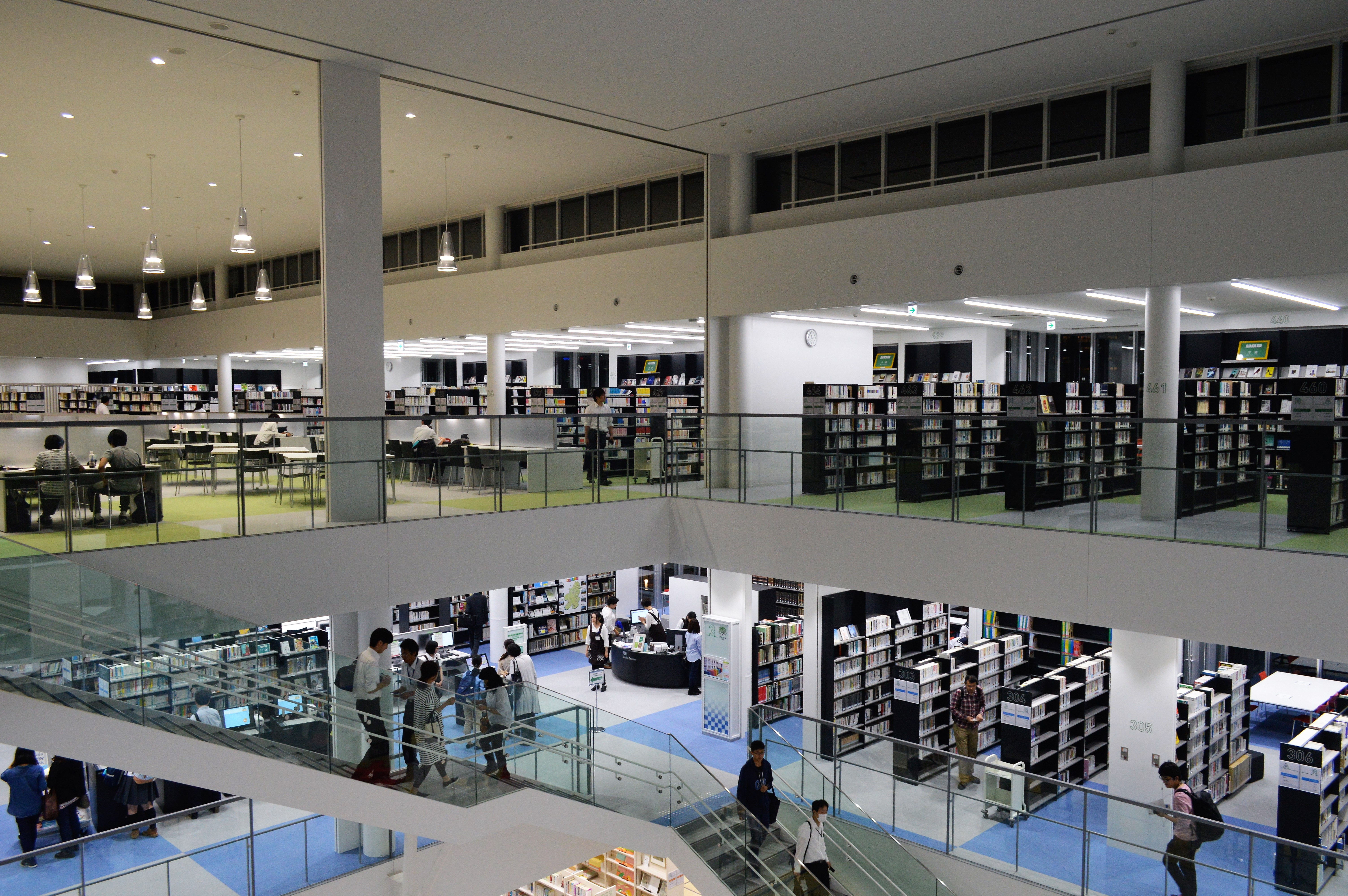
安城市図書情報館
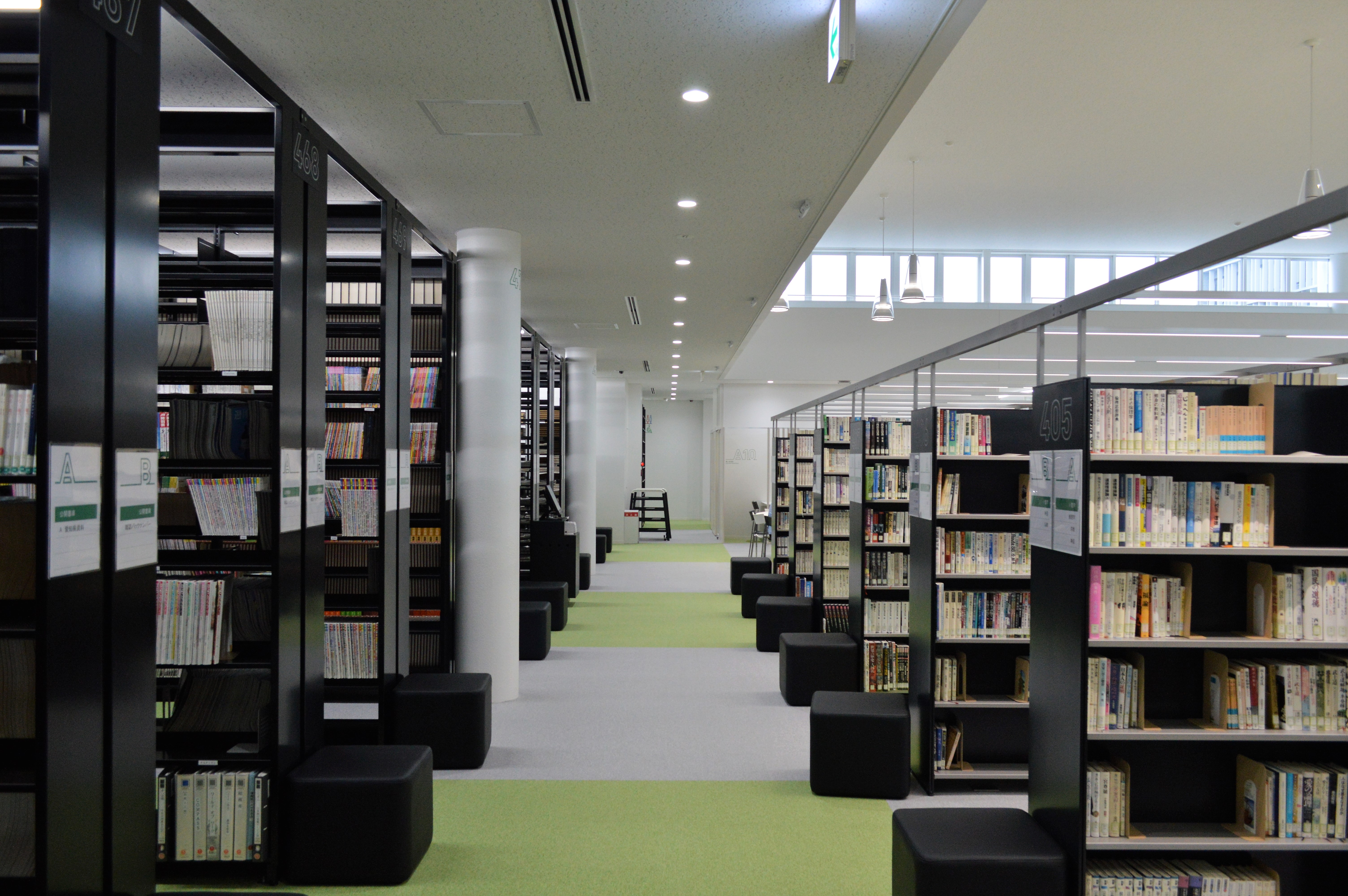
安城市図書情報館

### その他

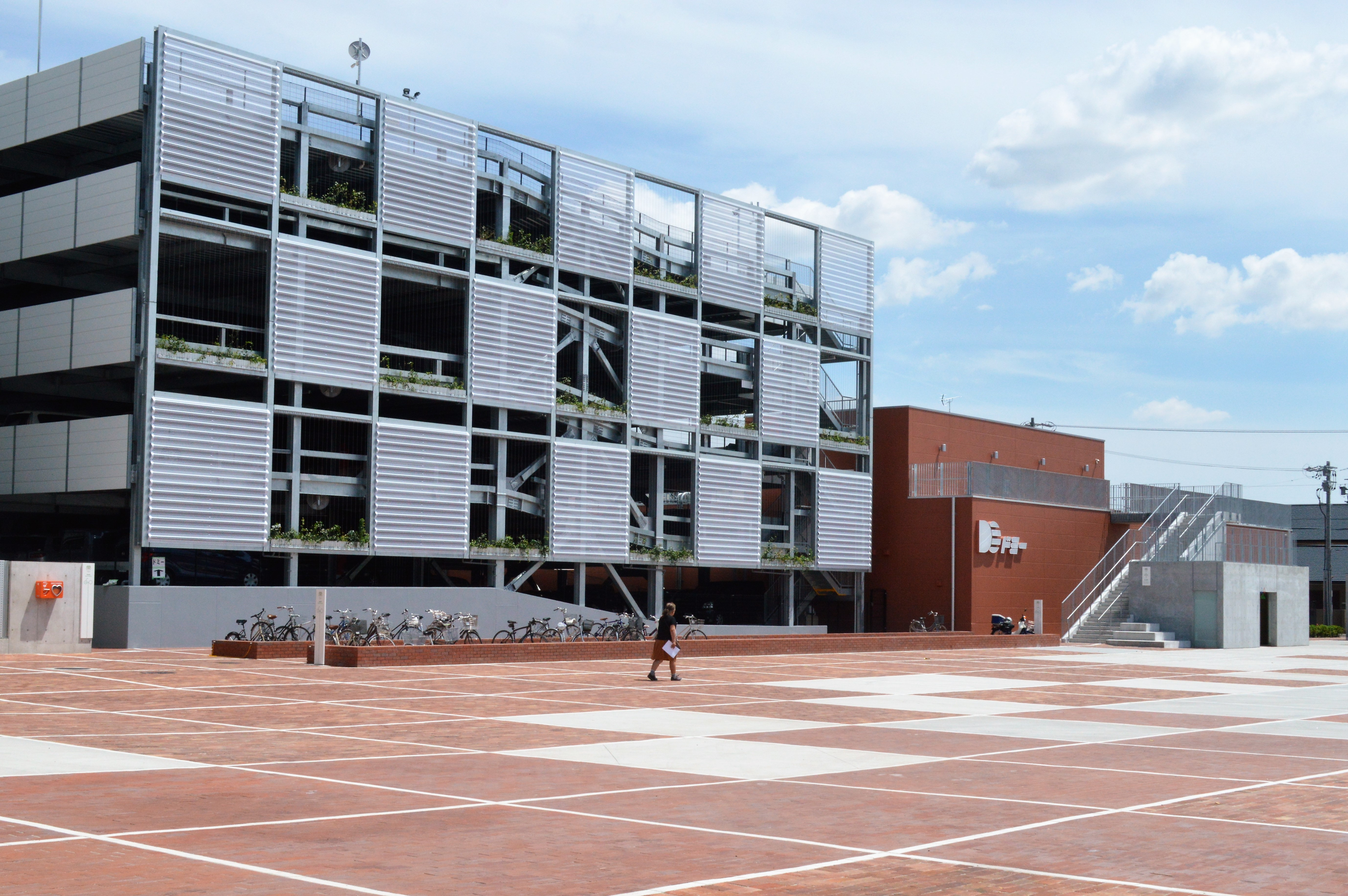
立体駐車場（左）と商業施設棟（右）
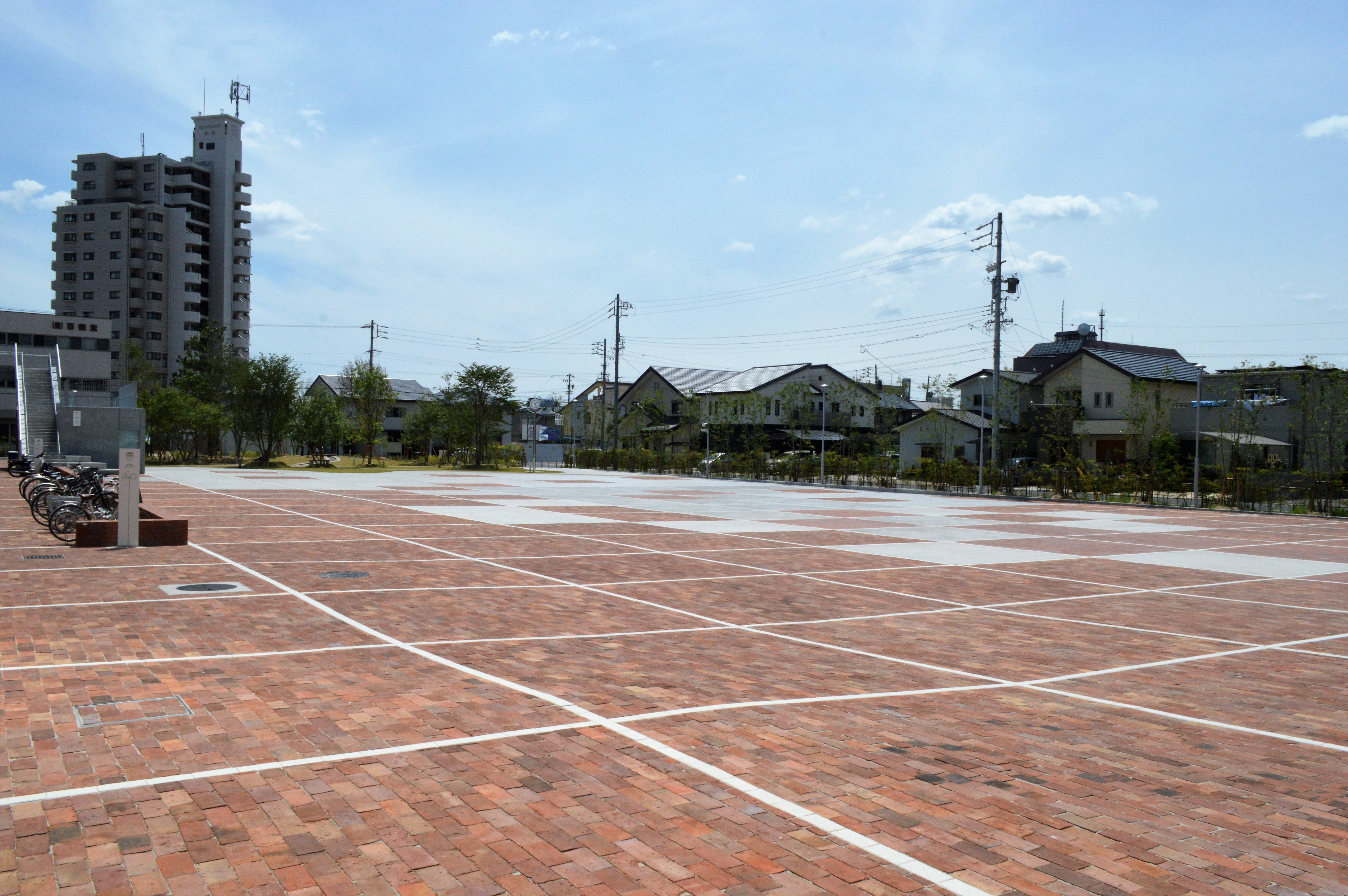
願いごと広場
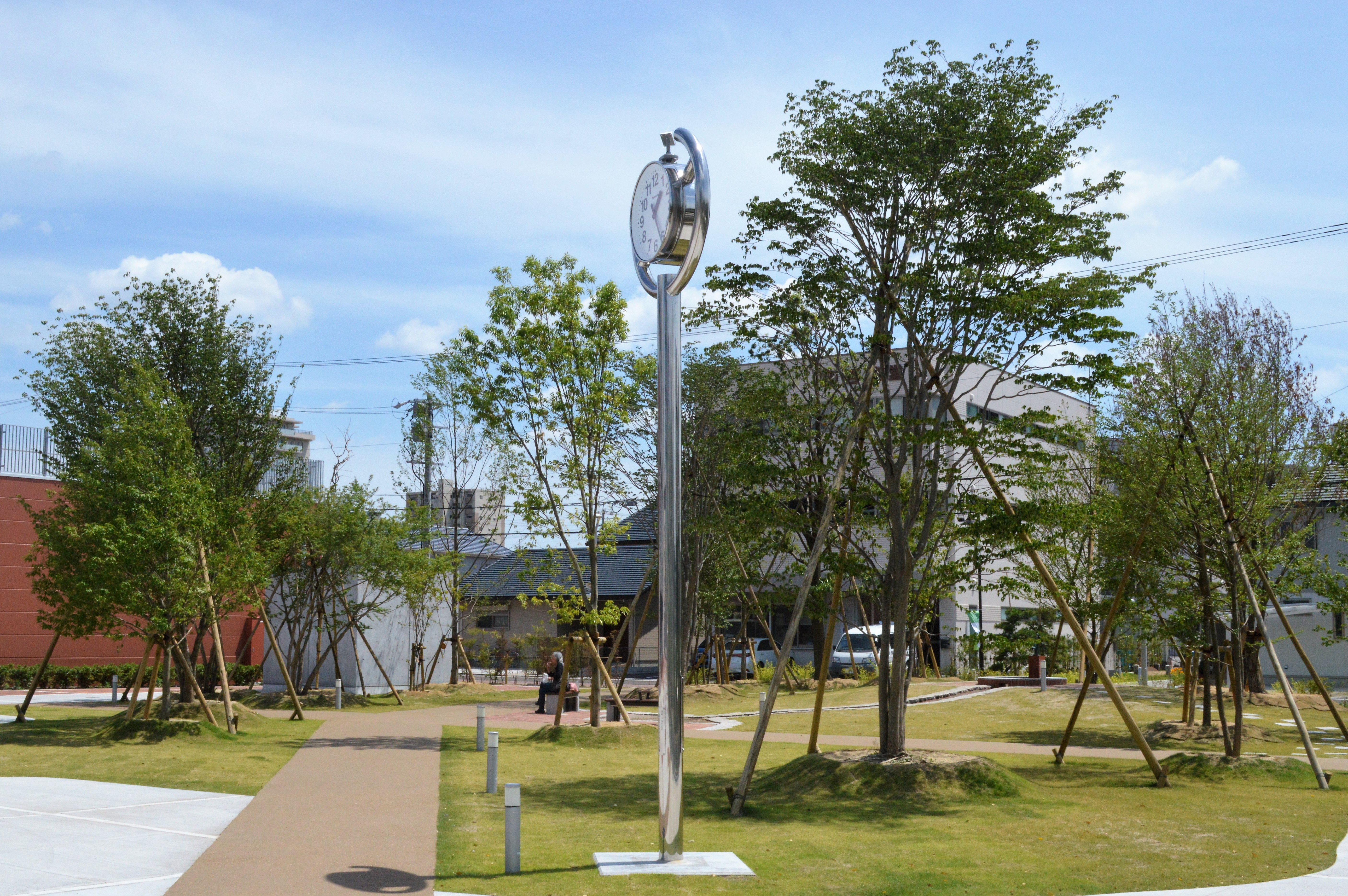
御幸公園